# Karl Alexander Kirn
Karl Alexander Kirn (* August 1913 in Genua; † Januar 2008 in Reutlingen) war ein deutscher Arbeitsmediziner.

## Leben
Karl Alexander Kirn studierte Medizin an den Universitäten Freiburg, München und Tübingen. Er war von 1932 bis 1983 Mitglied der Burschenschaft Germania Tübingen. 1938 wurde er in Tübingen mit der Arbeit "Über Bazin'sche Krankheit der weiblichen Brust" zum Dr. med. promoviert. Anschließend absolvierte er seine Facharztausbildung, war an den Von Bodelschwinghschen Anstalten Bethel und bis 1950 als Arzt in Bad Urach tätig.
Ab 1951 baute er für die Robert Bosch GmbH, mit dem Ziel der Sicherung und Förderung der Arbeits- und Leistungsfähigkeit des Menschen, eine Forschungseinheit für Arbeitsphysiologie auf. Als einer der ersten Mediziner befasste er sich intensiv mit den gesundheitlichen Beeinträchtigungen durch die Arbeit und Einflüssen aus der Arbeitsumwelt. Früh standardisierte er ergometrische Untersuchungen in einem Industriebetrieb.